# Gare d'Ashford International
Pour les articles homonymes, voir Ashford (homonymie).
La gare d'Ashford International est une gare ferroviaire du Royaume-Uni située à proximité d'Ashford dans le Kent en Angleterre.
Les services sont fournis par les compagnies ferroviaires Southeastern, Southern et Eurostar. Les trains Eurostar s'arrêtent aux quais 3-4, tandis que les trains régionaux s'arrêtent aux quais 1-2. Deux nouveaux quais (5-6) ont été construits lors de l'ouverture du tunnel sous la Manche.

## Situation ferroviaire
La gare d'Ashford International se situe sur la LGV HS1, qui relie Londres au Tunnel sous la Manche. Des trains régionaux côtoient les Eurostar.
Toutes les voies sont électrifiées au sol à 750 V DC par un troisième rail, les voies 3-6 sont également électrifiés par des lignes aériennes à 25 kV 50 Hz AC.

## Histoire
La gare d'Ashford a été ouverte par le Eastern Railway Sud (SER) le 1er décembre 1842. En 1923, elle faisait partie du réseau de chemin de fer de l'Angleterre du Sud. Lors de la nationalisation du chemin de fer en 1948, la station est alors gérée par la "Southern region of British railways".
Une autre gare (à l'ouest de la gare d'Ashford) a été construite par une autre concession ferroviaire, le "London, Chatham and Dover Railway" et ouverte le 1er juillet 1884. Les services proposées par cette concession ne vont durer que 15 ans, jusqu'au 1er janvier 1899. La station (bâtiments et quais) a été conservée pour le fret et les trains d'ingénierie jusqu'en 1999. Elle a été détruite pour construire la HS1 (High Speed 1).
La gare d'Ashford a été reconstruite à deux reprises. Jusqu'au début des années 1960, la gare était composée de quatre voies, dont deux servaient de terminus. Durant la seconde phase d'électrification des voies ferrées du Kent (1962), un pont supérieur a été créé, de façon à relier les bâtiments de la gare (situés de chaque côté des lignes). Une salle de réservation, un kiosque et un restaurant ont été construits.
Au début des années 1990, la gare a été reconstruite et rebaptisée Ashford International pour accueillir les trains Eurostar. Cette reconstruction s'est accompagnée de la création de deux nouveaux quais. Les bâtiments et le pont reliant les quais datent du début des années 1960.

## Service des voyageurs

### Desserte
Les services régionaux ont depuis le 13 décembre 2009 la configuration suivante :
- 2tph (trains par heure) vers Londres-St-Pancras ;
- 2tph vers Londres Charing Cross, via Sevenoaks ;
- 2tph vers Londres Victoria via Maidstone Est ;
- 3tph vers Dover Priory (Douvres), dont un a pour terminus Ramsgate ;
- 3tph vers Canterbury West, deux d'entre eux ont pour terminus Ramsgate, un termine à Margate ;
- 1tph vers Brighton via Line Marshlink.

Les services internationaux ont commencé le 8 janvier 1996. Avant l'achèvement de la High Speed 1 en novembre 2007, il y avait 12 Eurostar par jour : 7 vers Paris, 5 vers Bruxelles. En raison de l'ouverture de la gare d'Ebbsfleet International, ce nombre a été réduit. Aujourd'hui, il y a 3 trains vers Paris, 1 vers Disneyland Paris avec escale à Lille (service quotidien) et 1 vers Bruxelles, avec le même nombre en provenance d'Europe continentale. La gare est également desservie par les trains vers les Alpes : Bourg-Saint-Maurice via Moutiers (les week-ends en hiver). Les services Eurostar ne sont pas autorisés pour les trajets nationaux. Toutefois, Eurostar ne dessert pas cette gare entre 2020 (début de la pandémie de Covid-19) et 2025 voire 2026, le rétablissement de l'arrêt demeurant incertain (en raison du Brexit).

## Traduction
- (en) Cet article est partiellement ou en totalité issu de l’article de Wikipédia en anglais intitulé « Ashford International railway station » (voir la liste des auteurs).